# فرودگاه بین‌المللی پیس گاردن
فرودگاه بین‌المللی پیس گاردن (به انگلیسی: International Peace Garden Airport) (به زبان بومی: Dunseith/International Peace Garden Airport) یک فرودگاه همگانی است که یک باند فرود آسفالت دارد و طول باند آن ۹۱۴ متر است. این فرودگاه در کشور ایالات متحده آمریکا قرار دارد و در ارتفاع ۷۰۵ متری از سطح دریا واقع شده‌است.